# I. Odo aquitániai herceg

Az arabok által birtokolt terület 719 végén

I. Odo avagy Nagy Odo (ur. 688?-735) Akvitánia és a Baszk Hercegség I. Lupus utáni első ismert hercege. Eudes,  Eudo írásmódokkal is gyakori. A történelmi adatok hiánya miatt nem tudjuk, hogy Lupus meddig uralkodott (lehet, hogy csak 676-ig, lehet, hogy Baszkföldön egészen 710-ig), és azt sem tudjuk, hogy Odo mikor lett Akvitánia hercege — lehet hogy csak 692-ben, 700-ban, sőt, az is, hogy csak 715-ben lépett trónra. Ennek megfelelően tisztázatlan, hogy volt(ak)-e Akvitániának Lupus és Odo közötti hercege(i).
A „Nagy” előnevet azért kapta, mert ő volt az első olyan uralkodó, aki hadászati jelentőségű csatában le tudta győzni a Nyugat-Európába betört mórokat.

## Származása, ifjúsága
Se származásáról, se szüleiről nem tudunk semmi biztosat, a különféle feltételezések egyaránt gyenge lábon állnak. Az egyik ismert elmélet szerint szülei rómaiak lehettek; mindenesetre egy kortárs frank krónika szerint apja a Frank Birodalom egy római ellensége volt. A másik elképzelés szerint apja Akvitánia valamelyik korábbi hercege:
- Boggis vagy
- I. Lupus lehetett,

esetleg egy Bertrand nevű herceg, aki feltételezhetően Lupus és Odo között uralkodhatott. Mindezen elképzeléseknek ellentmond, hogy az Odo név germán eredetű, mint ahogy germán eredetű két ismert fiának, valamint unokájának neve is.
Egy rendkívül kétes hitelű forrás szerint Odo öccse lehetett szent Hubertusz, Liège első püspöke.

## Uralkodása

Akvitánia és Baszkföld Odo első hadjárata után 710–740

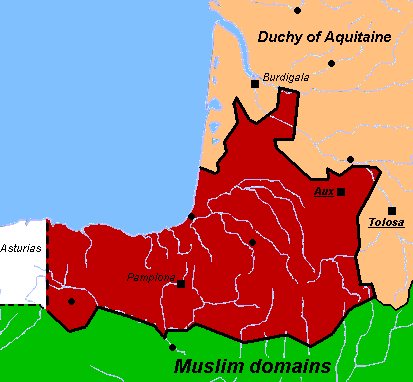
A Baszk Hercegség 700–735 között

Lehet, hogy ifjabb királyként már I. Lupus életében trónra lépett, de az is lehet, hogy csak elődjének halála után.
Jean de Jaurgain történész szerint a 711-es arab támadás előtt hadat vezetett Roderich nyugati gót király ellen, és Pamplonánál megütközött a vizigótokkal. 715-ben, a gallorómaiak felkelését kihasználva függetlenítette hercegségeit a Frank Birodalomtól.
II. Chilperich frank király felkínálta neki Akvitánia királyának címét, ezért Odo 718-ban egy baszk sereget vezetett Martell Károly ellen Miután 718-ban Soissons mellett Chilperich és majordomusa, Ragenfrid végleg vereséget szenvedett, Odóhoz menekültek. Még ebben az évben Odo békét kötött Martell Károllyal, és a békekötés feltételeként kiszolgáltatta neki Chilperichet és a neustriai kincstárat.
Odónak nemcsak a frankokkal gyűlt meg a baja, hanem a mórokkal is. 719-ben az arab-berber csapatok Al-Szamh ibn Malik al-Khawlani kormányzó vezetésével átkeltek a Pireneusokon, és benyomultak Galliába. A Narbonne környékén és attól északra számszerű többségben élő gallorómaiak — akárcsak hispániai rokonaik — örömmel, felszabadítóként üdvözölték a hódítókat, és megnyitották nekik városaikat. Ettől nyugatra azonban nem sikerült területet nyerniük: Odo akvitániai és baszk csapatai a jelentős frank segítségnek köszönhetően 721. június 9-én a toulouse-i csatában megfutamították őket; maga a kormányzó is elesett. Odo herceget ettől fogva nevezték Nagy Odónak. A győzelemért II. Gergely pápa „a kereszténység bajnokává” minősítette Odót, és elismerte Akvitánia (és Baszkföld) függetlenségét. Odo ezután visszahódította a Pireneusokban és attól délre fekvő baszk területeket egészen Banu Qasi taifa határáig.
Déli és nyugati határainak biztosítására lányát (akit valószínűleg Lampegiának hívtak) Córdoba kormányzója ellen fellázadó Utman ibn Naissza berber vezérhez (akit a frank krónikák Munuza néven említenek), Cerdanya emírjéhez adta feleségül. Ez a szövetség felbőszítette Martell Károlyt, aki a szászok legyőzése után 731-ben délnek fordította seregét, és felrúgta az Odóval kötött békét. Átlépte és Loire-t, elfoglalta Bourges-ot, és közben kétszer is (oda-vissza) feldúlta Akvitániát. Odo megpróbált szembeszállni vele, de vereséget szenvedett a frank túlerőtől. Ezzel párhuzamosan az Omajjádok Odo veje és szövetségese, Utman ibn Naissza ellen indultak meg. Andalusz kormányzója, Abd ar-Rahmán ibn Abdalláh (al-Gafiqi) 731-ben legyőzte a lázadó vezért és bevette Llívia erődjét; Utman maga is elesett. Feleségét, Odo lányát elfogták, és Damaszkuszba küldték a hárembe.
732-ben a kormányzó átkelt a Pireneusokon, feldúlta Baszkföldet, és kifosztotta Bordeaux-t, ami ekkor Akvitánia fővárosa volt. Odo lassan gyűjtötte össze erőit. Bordeaux-tól nem messze felvette a harcot a támadókkal, de a Garonne menti csatában vereséget szenvedett.
Amíg újraszervezték szétvert seregét, maga Odo Párizsba ment, hogy korábbi ellenségétől, Martell Károlytől kérjen szövetséget. Ő ezt azzal a feltétellel fogadta el, hogy Odo formálisan ismerje el hűbérurának a frank királyt. Odo elfogadta az ajánlatot, és a hűségeskü fejében további területekkel egészíthette ki hercegségét:
- Austrasiából Akvitániához csatoltak egyes, a Loire mentén fekvő területeket,
- Neustriából pedig Auvergne-t (ami akkor még jóval kisebb volt, mint Franciaország manapság így nevezett régiója).[9]

Egyes források szerint meghatározó szerepet játszott a poitiers-i csatában, amelyben betört a mórok táborába, és felgyújtotta azt. Más történészek szerint ez az akció valójában nem történt meg; a mórok egy rémhír hatására vonultak vissza. Ezután a szövetségesek kiszorították a mórokat egész Akvitániából és Gallia nagy részéből.
735-ben Odót fia, I.Hunald követte a herceg tisztében. Valószínűnek tűnik, hogy Odo nem halt meg, hanem lemondott, és visszavonult egy kolostorba, ahol még öt évet élt.

## Fordítás
Ez a szócikk részben vagy egészben  az   Odo the Great című angol Wikipédia-szócikk ezen változatának fordításán alapul.  Az eredeti cikk szerkesztőit annak laptörténete sorolja fel. Ez a jelzés csupán a megfogalmazás eredetét és a szerzői jogokat jelzi, nem szolgál a cikkben szereplő információk forrásmegjelöléseként.